# Ströer Polska
Ströer Polska to agencja reklamy zewnętrznej z kapitałem polsko-niemieckim, powstała w 1999 roku. 
Firma posiada ponad 18000 nośników na terenie całego kraju w formatach citylight, billboard, freeboard, backlit, megasize.